# 沃龍佐夫宮 (聖彼得堡)

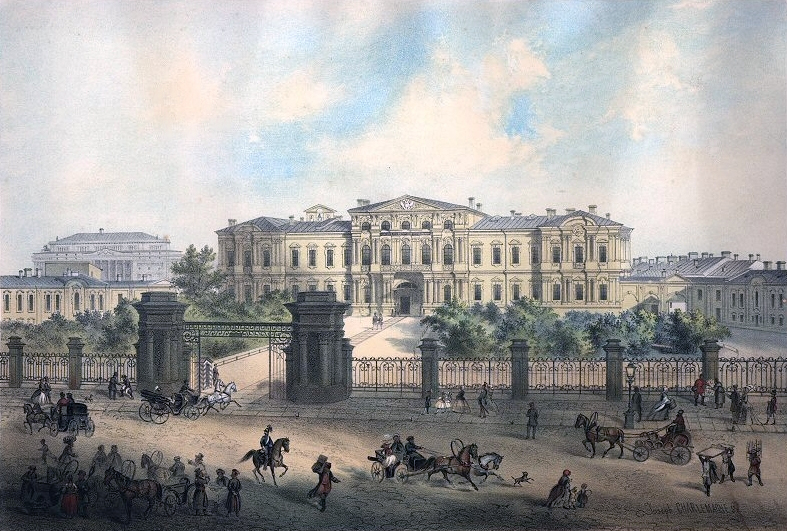
1858年的沃隆佐夫宮

沃龍佐夫宮（俄语：Воронцо́вский дворе́ц）是俄羅斯城市聖彼得堡的一座巴洛克宮殿式建築，位於花園大街和豐坦卡河之間。自1810年開始，沃龍佐夫宮曾長期用作軍事學校的校舍。

## 外部連結
- 维基共享资源上的相關多媒體資源：沃龍佐夫宮
- Official website of the Chapel of the Order of Malta in Saint Petersburg

59°55′53″N 30°19′55″E / 59.93139°N 30.33194°E